# Cạnh tranh (kinh doanh)
Cạnh tranh kinh tế là sự ganh đua giữa các chủ thể kinh tế (nhà sản xuất, nhà phân phối, bán lẻ, người tiêu dùng, thương nhân...) nhằm giành lấy những vị thế tạo nên lợi thế tương đối trong sản xuất, tiêu thụ hay tiêu dùng hàng hóa, dịch vụ hay các lợi ích về kinh tế, thương mại khác để thu được nhiều lợi ích nhất cho mình.
Cạnh tranh có thể xảy ra giữa những nhà sản xuất, phân phối với nhau hoặc có thể xảy ra giữa người sản xuất với người tiêu dùng khi người sản xuất muốn bán hàng hóa, dịch vụ với giá cao, người tiêu dùng lại muốn mua được với giá thấp. Cạnh tranh của một doanh nghiệp là chiến lược của một doanh nghiệp với các đối thủ trong cùng một ngành...
Có nhiều biện pháp cạnh tranh: cạnh tranh giá cả (giảm giá) hoặc cạnh tranh phi giá cả (Khuyến mãi, quảng cáo) Hay cạnh tranh của một doanh nghiệp, một ngành, một quốc gia là mức độ mà ở đó, dưới các điều kiện về thị trường tự do và công bằng có thể sản xuất ra các sản phẩm hàng hóa và dịch vụ đáp ứng được đòi hỏi của thị trường, đồng thời tạo ra việc làm và nâng cao được thu nhập thực tế.

## Thuật ngữ
Thuật ngữ cạnh tranh kinh tế được nhà kinh tế học người Anh là Adam Smith đưa ra. Cạnh tranh trong kinh tế luôn liên quan đến quyền sở hữu, nói cách khác, sở hữu là điều kiện để cạnh tranh kinh tế diễn ra.
Các thuật ngữ được cho là có liên quan mật thiết đến thuật ngữ cạnh tranh kinh tế là: Cạnh tranh, lợi thế cạnh tranh, năng lực cạnh tranh, độc quyền...

### Cạnh tranh
Thuật ngữ "Cạnh tranh" được sử dụng rất phổ biến hiện nay trong nhiều lĩnh vực như kinh tế, thương mại, luật, chính trị, quân sự, sinh thái, thể thao. Theo nhà kinh tế học Michael Porter của Mỹ thì: Cạnh tranh (kinh tế) là giành lấy thị phần. Bản chất của cạnh tranh là tìm kiếm lợi nhuận, là khoản lợi nhuận cao hơn mức lợi nhuận trung bình mà doanh nghiệp đang có. Kết quả quá trình cạnh tranh là sự bình quân hóa lợi nhuận trong ngành theo chiều hướng cải thiện sâu dẫn đến hệ quả giá cả có thể giảm đi.
Ở góc độ thương mại, cạnh tranh là một trận chiến giữa các doanh nghiệp và các ngành kinh doanh nhằm chiếm được sự chấp nhận và lòng trung thành của khách hàng. Hệ thống doanh nghiệp tự do đảm bảo cho các ngành có thể tự mình đưa ra các quyết định về mặt hàng cần sản xuất, phương thức sản xuất, và tự định giá cho sản phẩm hay dịch vụ.

### Lợi thế cạnh tranh
Một thuật ngữ có liên quan đến cạnh tranh là lợi thế cạnh tranh là sở hữu của những giá trị đặc thù, có thể sử dụng được để "nắm bắt cơ hội", để kinh doanh có lãi. Khi nói đến lợi thế cạnh tranh, là nói đến lợi thế mà một doanh nghiệp, một quốc gia đang có và có thể có, so với các đối thủ cạnh tranh của họ. Lợi thế cạnh tranh là một khái niệm vừa có tính vi mô (cho doanh nghiệp), vừa có tính vĩ mô (ở cấp quốc gia). 
Ngoài ra còn xuất hiện thuật ngữ lợi thế cạnh tranh bền vững có nghĩa là doanh nghiệp phải liên tục cung cấp cho thị trường một giá trị đặc biệt mà không có đối thủ cạnh tranh nào có thể cung cấp được.

### Năng lực cạnh tranh
Năng lực cạnh tranh của doanh nghiệp là sự thể hiện thực lực và lợi thế của doanh nghiệp so với đối thủ cạnh tranh trong việc thoả mãn tốt nhất các đòi hỏi của khách hàng để thu lợi nhuận ngày càng cao, bằng việc khai thác, sử dụng thực lực và lợi thế bên trong, bên ngoài nhằm tạo ra những sản phẩm, dịch vụ hấp dẫn người tiêu dùng để tồn tại và phát triển, thu được lợi nhuận ngày càng cao và cải tiến vị trí so với các đối thủ cạnh tranh trên thị trường.
Năng lực canh tranh của doanh nghiệp được tạo ra từ thực lực của doanh nghiệp và là các yếu tố nội hàm của mỗi doanh nghiệp. Năng lực cạnh tranh không chỉ được tính băng các tiêu chí về công nghệ, tài chính, nhân lực, tổ chức quản trị doanh nghiệp,... mà năng lực cạnh tranh của doanh nghiệp gắn liền với ưu thế của sản phẩm mà doanh nghiệp đưa ra thị trường. Năng lực cạnh tranh của doanh nghiệp gắn với thị phần mà nó nắm giữ, cũng có quan điểm đồng nhất của doanh nghiệp với hiệu quả sản xuất kinh doanh...
Năng lực cạnh tranh còn có thể được hiểu là khả năng tồn tại trong kinh doanh và đạt được một số kết quả mong muốn dưới dạng lợi nhuận, giá cả, lợi tức hoặc chất lượng các sản phẩm cũng như năng lực của nó để khai thác các cơ hội thị trường hiện tại và làm nảy sinh thị trường mới.

## Đặc điểm
Cạnh tranh kinh tế là một quy luật kinh tế của sản xuất hàng hoá vì nó xuất phát từ quy luật giá trị của sản xuất hàng hoá. Trong sản xuất hàng hoá, sự tách biệt tương đối giữa những người sản xuất, sự phân công lao động xã hội tất yếu dẫn đến sự cạnh tranh để giành được những điều kiện thuận lợi hơn như gần nguồn nguyên liệu, nhân công rẻ, gần thị trường tiêu thụ, giao thông vận tải tốt, khoa học kỹ thuật phát triển... nhằm giảm mức hao phí lao động cá biệt thấp hơn mức hao phí lao động xã hội cần thiết để thu được nhiều lãi. Khi còn sản xuất hàng hoá, còn phân công lao động thì còn có cạnh tranh.
Cạnh tranh cũng là một nhu cầu tất yếu của hoạt động kinh tế trong cơ chế thị trường, nhằm mục đích chiếm lĩnh thị phần, tiêu thụ được nhiều sản phẩm hàng hoá để đạt được lợi nhuận cao nhất. Câu nói cửa miệng của nhiều người hiện nay "thương trường như chiến trường", phản ánh phần nào tính chất gay gắt khốc liệt đó của thị trường cạnh tranh tự do.

## Tác dụng của cạnh tranh
Cạnh tranh có vai trò quan trọng trong nền sản xuất hàng hóa nói riêng, và trong lĩnh vực kinh tế nói chung, là động lực thúc đẩy sản xuất phát triển, góp phần vào sự phát triển kinh tế.
Sự cạnh tranh buộc người sản xuất phải năng động, nhạy bén, nắm bắt tốt hơn nhu cầu của người tiêu dùng, tích cực nâng cao tay nghề, thường xuyên cải tiến kỹ thuật, áp dụng những tiến bộ, các nghiên cứu thành công mới nhất vào trong sản xuất, hoàn thiện cách thức tổ chức trong sản xuất, trong quản lý sản xuất để nâng cao năng suất, chất lượng và hiệu quả kinh tế. Ở đâu thiếu cạnh tranh hoặc có biểu hiện độc quyền thì thường trì trệ và kém phát triển.
Cạnh tranh mang lại nhiều lợi ích, đặc biệt cho người tiêu dùng. Người sản xuất phải tìm mọi cách để làm ra sản phẩm có chất lượng hơn, đẹp hơn, có chi phí sản xuất rẻ hơn, có tỷ lệ tri thức khoa học, công nghệ trong đó cao hơn... để đáp ứng với thị hiếu của người tiêu dùng.
Cạnh tranh là tiền đề của hệ thống kinh tế thị trường (free-enterprise) vì càng nhiều doanh nghiệp cạnh tranh với nhau thì sản phẩm hay dịch vụ cung cấp cho khách hàng sẽ càng có chất lượng tốt hơn. Nói cách khác, cạnh tranh sẽ đem đến cho khách hàng giá trị tối ưu đối với những đồng tiền mồ hôi công sức của họ.
Ngoài mặt tích cực, cạnh tranh cũng đem lại những hệ quả không mong muốn về mặt xã hội. Nó làm thay đổi cấu trúc xã hội trên phương diện sở hữu của cải, phân hóa mạnh mẽ giàu nghèo, có những tác động tiêu cực khi cạnh tranh không lành mạnh, dùng các thủ đoạn vi phạm pháp luật hay bất chấp pháp luật. Vì lý do trên cạnh tranh kinh tế bao giờ cũng phải được điều chỉnh bởi các định chế xã hội, sự can thiệp của nhà nước.
Cạnh tranh cũng có những tác động tiêu cực thể hiện ở cạnh tranh không lành mạnh như những hành động vi phạm đạo đức hay vi phạm pháp luật (buôn lậu, trốn thuế, tung tin phá hoại,...) hoặc những hành vi cạnh tranh làm phân hóa giàu nghèo, tổn hại môi trường sinh thái.
Trong xã hội, mỗi con người, xét về tổng thể, vừa là người sản xuất đồng thời cũng là người tiêu dùng, do vậy cạnh tranh thường mang lại nhiều lợi ích hơn cho mọi người và cho cộng đồng, xã hội.

## Các loại cạnh tranh
Tùy theo cách thức tiếp cận khác nhau, có thể phân chia các loại cạnh tranh kinh tế khác nhau.

### Cạnh tranh lành mạnh
Cạnh tranh lành mạnh là loại cạnh tranh theo đúng quy định của pháp luật, đạo đức xã hội, đạo đức kinh doanh. Cạnh tranh có tính chất thi đua, thông qua đó mỗi chủ thể nâng cao năng lực của chính mình mà không dùng thủ đoạn triệt hạ đối thủ. Phương châm của cạnh tranh lành mạnh là "không cần phải thổi tắt ngọn nến của người khác để mình tỏa sáng".
Có thể thấy, kinh doanh như một cuộc chơi nhưng không giống như chơi thể thao, chơi bài hay chơi cờ, khi mà phải luôn có kẻ thua – người thắng (lose – win); trong kinh doanh, thành công của doanh nghiệp không nhất thiết đòi hỏi phải có những kẻ thua cuộc. Thực tế là hầu hết các doanh nghiệp chỉ thành công khi những người khác thành công (sự "cộng sinh của hai bên"). Đây là sự thành công cho cả đôi bên nhiều hơn là cạnh tranh làm hại lẫn nhau. Tình huống này được gọi là "cùng thắng" (win – win).
Ở Việt Nam có câu "buôn có bạn, bán có phường" có nghĩa là không nhất thiết các doanh nghiệp cạnh tranh cùng một mặt hàng phải sống chết với nhau mà thông thường phải liên kết với nhau thành các phố kinh doanh cùng một mặt hàng như phố hàng trống, hàng mã....

### Cạnh tranh không lành mạnh
Cạnh tranh không lành mạnh là tất cả những hành động trong hoạt động kinh tế trái với đạo đức nhằm làm hại các đối thủ kinh doanh hoặc khách hàng. Và cũng gần như sẽ không có người thắng nếu việc kinh doanh được tiến hành giống như một cuộc chiến. Cạnh tranh khốc liệt mang tính tiêu diệt chỉ dẫn đến một hậu quả thường thấy sau các cuộc cạnh tranh khốc liệt là sự sụt giảm mức lợi nhuận ở khắp mọi nơi.
Trong giai đoạn đầu của kỷ nguyên công nghiệp, các công ty, doanh nghiệp thường xuyên phải cạnh tranh khốc liệt trong tình huống đối đầu để duy trì sự phát triển và gia tăng lợi nhuận. Do đó các nhà kinh doanh cho rằng cạnh tranh thuộc phạm trù tư bản nên quan điểm về cạnh tranh trước kia được hầu hết các nhà kinh doanh đều nhầm tưởng "cạnh tranh" với nghĩa đơn thuần theo kiểu "thương trường là chiến trường".
Mục đích của nhà kinh doanh là luôn luôn mang lại những điều có lợi cho doanh nghiệp mình. Đôi khi đó là sự trả giá của người khác. Đây là tình huống "cùng thua" (lose – lose). Không ít cơ sở sản xuất, doanh nghiệp còn sử dụng những chiêu thức "đen" nhằm hạ thấp và loại trừ các doanh nghiệp hoạt động trên cùng một lĩnh vực ngành nghề để độc chiếm thị trường.

### Lợi thế cạnh tranh
Một thuật ngữ có liên quan đến cạnh tranh là lợi thế cạnh tranh là sở hữu của những giá trị đặc thù, có thể sử dụng được để "nắm bắt cơ hội", để kinh doanh có lãi. Khi nói đến lợi thế cạnh tranh, là nói đến lợi thế mà một doanh nghiệp, một quốc gia đang có và có thể có, so với các đối thủ cạnh tranh của họ. Lợi thế cạnh tranh là một khái niệm vừa có tính vi mô (cho doanh nghiệp), vừa có tính vĩ mô (ở cấp quốc gia). 
Ngoài ra còn xuất hiện thuật ngữ lợi thế cạnh tranh bền vững có nghĩa là doanh nghiệp phải liên tục cung cấp cho thị trường một giá trị đặc biệt mà không có đối thủ cạnh tranh nào có thể cung cấp được.

### Năng lực cạnh tranh
Năng lực cạnh tranh của doanh nghiệp là sự thể hiện thực lực và lợi thế của doanh nghiệp so với đối thủ cạnh tranh trong việc thoả mãn tốt nhất các đòi hỏi của khách hàng để thu lợi nhuận ngày càng cao, bằng việc khai thác, sử dụng thực lực và lợi thế bên trong, bên ngoài nhằm tạo ra những sản phẩm, dịch vụ hấp dẫn người tiêu dùng để tồn tại và phát triển, thu được lợi nhuận ngày càng cao và cải tiến vị trí so với các đối thủ cạnh tranh trên thị trường.
Năng lực canh tranh của doanh nghiệp được tạo ra từ thực lực của doanh nghiệp và là các yếu tố nội hàm của mỗi doanh nghiệp. Năng lực cạnh tranh không chỉ được tính băng các tiêu chí về công nghệ, tài chính, nhân lực, tổ chức quản trị doanh nghiệp,... mà năng lực cạnh tranh của doanh nghiệp gắn liền với ưu thế của sản phẩm mà doanh nghiệp đưa ra thị trường. Năng lực cạnh tranh của doanh nghiệp gắn với thị phần mà nó nắm giữ, cũng có quan điểm đồng nhất của doanh nghiệp với hiệu quả sản xuất kinh doanh...
Năng lực cạnh tranh còn có thể được hiểu là khả năng tồn tại trong kinh doanh và đạt được một số kết quả mong muốn dưới dạng lợi nhuận, giá cả, lợi tức hoặc chất lượng các sản phẩm cũng như năng lực của nó để khai thác các cơ hội thị trường hiện tại và làm nảy sinh thị trường mới.

## Đặc điểm
Cạnh tranh kinh tế là một quy luật kinh tế của sản xuất hàng hoá vì nó xuất phát từ quy luật giá trị của sản xuất hàng hoá. Trong sản xuất hàng hoá, sự tách biệt tương đối giữa những người sản xuất, sự phân công lao động xã hội tất yếu dẫn đến sự cạnh tranh để giành được những điều kiện thuận lợi hơn như gần nguồn nguyên liệu, nhân công rẻ, gần thị trường tiêu thụ, giao thông vận tải tốt, khoa học kỹ thuật phát triển... nhằm giảm mức hao phí lao động cá biệt thấp hơn mức hao phí lao động xã hội cần thiết để thu được nhiều lãi. Khi còn sản xuất hàng hoá, còn phân công lao động thì còn có cạnh tranh.
Cạnh tranh cũng là một nhu cầu tất yếu của hoạt động kinh tế trong cơ chế thị trường, nhằm mục đích chiếm lĩnh thị phần, tiêu thụ được nhiều sản phẩm hàng hoá để đạt được lợi nhuận cao nhất. Câu nói cửa miệng của nhiều người hiện nay "thương trường như chiến trường", phản ánh phần nào tính chất gay gắt khốc liệt đó của thị trường cạnh tranh tự do.

## Vai trò của cạnh tranh
Cạnh tranh có vai trò quan trọng trong nền sản xuất hàng hóa nói riêng, và trong lĩnh vực kinh tế nói chung, là động lực thúc đẩy sản xuất phát triển, góp phần vào sự phát triển kinh tế.
Sự cạnh tranh buộc người sản xuất phải năng động, nhạy bén, nắm bắt tốt hơn nhu cầu của người tiêu dùng, tích cực nâng cao tay nghề, thường xuyên cải tiến kỹ thuật, áp dụng những tiến bộ, các nghiên cứu thành công mới nhất vào trong sản xuất, hoàn thiện cách thức tổ chức trong sản xuất, trong quản lý sản xuất để nâng cao năng suất, chất lượng và hiệu quả kinh tế. Ở đâu thiếu cạnh tranh hoặc có biểu hiện độc quyền thì thường trì trệ và kém phát triển.
Cạnh tranh mang lại nhiều lợi ích, đặc biệt cho người tiêu dùng. Người sản xuất phải tìm mọi cách để làm ra sản phẩm có chất lượng hơn, đẹp hơn, có chi phí sản xuất rẻ hơn, có tỷ lệ tri thức khoa học, công nghệ trong đó cao hơn... để đáp ứng với thị hiếu của người tiêu dùng.
Cạnh tranh là tiền đề của hệ thống free-enterprise vì càng nhiều doanh nghiệp cạnh tranh với nhau thì sản phẩm hay dịch vụ cung cấp cho khách hàng sẽ càng có chất lượng tốt hơn. Nói cách khác, cạnh tranh sẽ đem đến cho khách hàng giá trị tối ưu đối với những đồng tiền mồ hôi công sức của họ.
Ngoài mặt tích cực, cạnh tranh cũng đem lại những hệ quả không mong muốn về mặt xã hội. Nó làm thay đổi cấu trúc xã hội trên phương diện sở hữu của cải, phân hóa mạnh mẽ giàu nghèo, có những tác động tiêu cực khi cạnh tranh không lành mạnh, dùng các thủ đoạn vi phạm pháp luật hay bất chấp pháp luật. Vì lý do trên cạnh tranh kinh tế bao giờ cũng phải được điều chỉnh bởi các định chế xã hội, sự can thiệp của nhà nước.
Cạnh tranh cũng có những tác động tiêu cực thể hiện ở cạnh tranh không lành mạnh như những hành động vi phạm đạo đức hay vi phạm pháp luật (buôn lậu, trốn thuế, tung tin phá hoại,...) hoặc những hành vi cạnh tranh làm phân hóa giàu nghèo, tổn hại môi trường sinh thái.
Trong xã hội, mỗi con người, xét về tổng thể, vừa là người sản xuất đồng thời cũng là người tiêu dùng, do vậy cạnh tranh thường mang lại nhiều lợi ích hơn cho mọi người và cho cộng đồng, xã hội.

## Các loại cạnh tranh
Tùy theo cách thức tiếp cận khác nhau, có thể phân chia các loại cạnh tranh kinh tế khác nhau.

### Cạnh tranh lành mạnh
Cạnh tranh lành mạnh là loại cạnh tranh theo đúng quy định của pháp luật, đạo đức xã hội, đạo đức kinh doanh. Cạnh tranh có tính chất thi đua, thông qua đó mỗi chủ thể nâng cao năng lực của chính mình mà không dùng thủ đoạn triệt hạ đối thủ. Phương châm của cạnh tranh lành mạnh là "không cần phải thổi tắt ngọn nến của người khác để mình tỏa sáng".
Có thể thấy, kinh doanh như một cuộc chơi nhưng không giống như chơi thể thao, chơi bài hay chơi cờ, khi mà phải luôn có kẻ thua – người thắng (lose – win); trong kinh doanh, thành công của doanh nghiệp không nhất thiết đòi hỏi phải có những kẻ thua cuộc. Thực tế là hầu hết các doanh nghiệp chỉ thành công khi những người khác thành công (sự "cộng sinh của hai bên"). Đây là sự thành công cho cả đôi bên nhiều hơn là cạnh tranh làm hại lẫn nhau. Tình huống này được gọi là "cùng thắng" (win – win).
Ở Việt Nam có câu "buôn có bạn, bán có phường" có nghĩa là không nhất thiết các doanh nghiệp cạnh tranh cùng một mặt hàng phải sống chết với nhau mà thông thường phải liên kết với nhau thành các phố kinh doanh cùng một mặt hàng như phố hàng trống, hàng mã....

### Cạnh tranh không lành mạnh
Cạnh tranh không lành mạnh là tất cả những hành động trong hoạt động kinh tế trái với đạo đức nhằm làm hại các đối thủ kinh doanh hoặc khách hàng. Và cũng gần như sẽ không có người thắng nếu việc kinh doanh được tiến hành giống như một cuộc chiến. Cạnh tranh khốc liệt mang tính tiêu diệt chỉ dẫn đến một hậu quả thường thấy sau các cuộc cạnh tranh khốc liệt là sự sụt giảm mức lợi nhuận ở khắp mọi nơi.
Trong giai đoạn đầu của kỷ nguyên công nghiệp, các công ty, doanh nghiệp thường xuyên phải cạnh tranh khốc liệt trong tình huống đối đầu để duy trì sự phát triển và gia tăng lợi nhuận. Do đó các nhà kinh doanh cho rằng cạnh tranh thuộc phạm trù tư bản nên quan điểm về cạnh tranh trước kia được hầu hết các nhà kinh doanh đều nhầm tưởng "cạnh tranh" với nghĩa đơn thuần theo kiểu "thương trường là chiến trường".
Mục đích của nhà kinh doanh là luôn luôn mang lại những điều có lợi cho doanh nghiệp mình. Đôi khi đó là sự trả giá của người khác. Đây là tình huống "cùng thua" (lose – lose). Không ít cơ sở sản xuất, doanh nghiệp còn sử dụng những chiêu thức "đen" nhằm hạ thấp và loại trừ các doanh nghiệp hoạt động trên cùng một lĩnh vực ngành nghề để độc chiếm thị trường.

### Thủ đoạn cạnh tranh
Một trong những thủ đoạn "đen", ít tốn kém đầu tư mà gây thiệt hại lớn cho các đối thủ cạnh tranh là tung tin thất thiệt, thường gọi là tin đồn. Tin đồn có ảnh hưởng xấu đến doanh nghiệp đối thủ, tập trung vào các vấn đề nhạy cảm như phương thức kinh doanh, tổ chức nhân sự, chất lượng sản phẩm, thậm chí đôi khi cả những khuyết tật đời tư cá nhân của các nhân vật chủ chốt trong đơn vị, doanh nghiệp đó. Trên thế giới, không ít các đại gia lừng danh đã từng là nạn nhân của những thông tin thất thiệt này như: Sony, Erickson, Coca Cola, Pepsi...
Ở Việt Nam, tuy nền kinh tế thị trường mới hình thành và phát triển chưa lâu nhưng thủ đoạn tung tin thất thiệt cũng xảy ra và đang có chiều hướng ngày một gia tăng kiến nhà nước không kiểm soát một cách hiệu quả được, làm không ít doanh nghiệp làm ăn chân chính thiệt hại kinh tế rất lớn. Đó là những thủ đoạn tung tin đồn gây thiệt hại lớn, còn như cạnh tranh kiểu tin đồn cò con thì hầu như diễn ra hằng ngày mà nhiều người gọi là "hội chứng" tin vịt.
Ví như: một doanh nghiệp đang tham gia đấu thầu xây dựng một công trình, bỗng có tin đồn doanh nghiệp này đang có vấn đề về tài chính, hay các công trình đã được doanh nghiệp thực hiện trước đó có nhiều vấn đề gian dối không bảo đảm chất lượng, thế là thua thầu, thậm chí không được tham gia đấu thầu chờ kết quả kiểm tra. Tương tự như vậy, khu du lịch này muốn hạ bệ khu du lịch kia thì tung tin: khu du lịch ấy mất vệ sinh, chất lượng phục vụ kém,trật tự an ninh không bảo đảm... thế là dễ dàng mất khách.
Tin đồn thất thiệt đang trở thành một vũ khí cạnh tranh của những doanh nghiệp làm ăn không lương thiện. Việc đối phó được với hình thức cạnh tranh "bẩn" này rất khó khăn. Một số doanh nghiệp nhỏ và vừa (đặc biệt là ở Việt Nam) chưa có được những biện pháp hữu hiệu để chống lại hình thức cạnh tranh bằng cách tung tin thất thiệt này, hầu hết họ đều dựa vào các cơ quan quản lý Nhà nước. Nhưng ngay các cơ quan chức năng của Nhà nước cũng rất lúng túng và bị động trong xử lý đối với thủ đoạn cạnh tranh "đen" này. Minh chứng cụ thể nhất là hội chứng tin đồn về giá gạo ảo trong những tháng đầu năm 2008, làm cho các doanh nghiệp và người tiêu dùng lao đao, các cấp ngành chức năng lúng túng, gây cho việc xuất khẩu gạo trì hoãn, thiệt hại cho kinh tế của Việt Nam.
Mặc dù hiện nay ở Việt Nam đã có Luật Cạnh tranh, trong đó đưa ra nhiều hành vi bị cấm như: mua chuộc, dụ dỗ, ép buộc trong kinh doanh, dèm pha doanh nghiệp khác, quảng cáo sai với thực chất, phân biệt đối xử trong hiệp hội, bán hàng đa cấp bất chính. Như vậy, thủ đoạn tung tin thất thiệt để cạnh tranh được xếp vào điều cấm: gièm pha doanh nghiệp. Đây là hành lang pháp lý để các doanh nghiệp cạnh tranh lành mạnh hơn, các cơ quan chức năng có cơ sở pháp lý để xử lý những thủ đoạn cạnh tranh bằng tin đồn "đen".
Tuy nhiên, việc phát hiện nguồn gốc phát xuất của tin đồn không phải là việc đơn giản, đòi hỏi rất nhiều thời gian công sức, tiền bạc mới điều tra được. Mà nếu có điều tra ra được thì chế tài xử lý cũng còn nhiều bất cập, thậm chí còn rất nhẹ so với những thiệt hại vô hình cũng như hữu hình mà thương hiệu của doanh nghiệp đó gánh chịu. Vì vậy, bên cạnh sự hỗ trợ tích cực của các cấp chính quyền, hiệp hội ngành nghề trong việc phòng chống tin đồn thất thiệt, giải pháp tốt nhất là các nhà sản xuất, kinh doanh phải tự bảo vệ mình, bằng nghiệp vụ quản trị thông tin, bằng chất lượng sản phẩm và chữ tín của doanh nghiệp.
Trong cạnh tranh cần tỏ ra khôn ngoan hơn đối thủ để loại trừ đối thủ cạnh tranh, giành giật quyết liệt thị phần, khuyến trương thương hiệu sản phẩm, khống chế nhà cung cấp và khóa chặt khách hàng. Theo quan điểm đó, sẽ luôn có người thắng và kẻ thua trong kinh doanh. Cách nhìn về một kết cục thắng – thua được Gore Vidal viết như sau: "Chỉ thành công thôi chưa đủ. Phải làm cho kẻ khác thất bại nữa". Sự khác biệt giữa cạnh tranh không lành mạnh và cạnh tranh lành mạnh trong kinh doanh là một bên có mục đích bằng mọi cách tiêu diệt đối thủ để tạo vị thế độc quyền cho mình, một bên là dùng cách phục vụ khách hàng tốt nhất để khách hàng lựa chọn mình chứ không lựa chọn đối thủ của mình. Cạnh tranh kinh tế không phải là "chiến tranh" và cũng không phải là "hòa bình". Cạnh tranh kinh tế không còn là những động thái của tình huống (contextual act) hay không phải chỉ là những hành động mang tính thời điểm mà là cả tiến trình tiếp diễn không ngừng, khi đó các doanh nghiệp đều phải đua nhau để phục vụ tốt nhất khách hàng.

### Cạnh tranh tự do và độc quyền
- Cạnh tranh tự do hay cạnh tranh hoàn hảo:

Là loại cạnh tranh theo các quy luật của thị trường mà không có sự can thiệp của các chủ thể khác. Giá cả của sản phẩm được quyết định bởi quy luật cung cầu trên thị trường. Cung nhiều cầu ít sẽ dẫn đến giá giảm, cung ít cầu nhiều sẽ dẫn đến giá tăng.
- Cạnh tranh độc quyền:

Là sự cạnh tranh mang tính chất "ảo", thực chất cạnh tranh này là sự quảng cáo để chứng minh sự đa dạng của một sản phẩm nào đó, để khách hàng lựa chọn một trong số những sản phẩm nào đó của một doanh nghiệp nào đó chứ không phải của doanh nghiệp khác.
Loại cạnh tranh này xảy ra khi trên thị trường một số lượng lớn các nhà sản xuất sản xuất ra những sản phẩm tương đối giống nhau nhưng khách hàng lại cho rằng chúng có sự khác biệt, dựa trên chiến lược khác biệt hoá sản phẩm của các công ty.
Ví dụ, trên thị trường có các sản phẩm xà bông tương đối giống nhau. Nhưng có hãng thì bảo rằng sẽ đem lại làn da mềm mại sau khi tắm, hãng thì bảo là đem lại hương thơm tươi mát, hãng thì bảo rằng sẽ làm trắng da.
Trong cạnh tranh độc quyền có thể phân chia thành hai loại:
- * Độc quyền nhóm: Là loại độc quyền xảy ra khi trong ngành có rất ít nhà sản xuất, bởi vì các ngành này đòi hỏi vốn lớn, rào cản gia nhập ngành khó. Ví dụ: ngành công nghiệp sản xuất ôtô, máy bay.
- * Độc quyền tuyệt đối: Xảy ra khi trên thị trường tồn tại duy nhất một nhà sản xuất và giá cả, số lượng sản xuất ra hoàn toàn do nhà sản xuất này quyết định. Ví dụ: Điện, nước ở Việt Nam do nhà nước cung cấp.

## Quy định của pháp luật ở Việt Nam
Pháp luật Việt Nam đã có những quy định cụ thể về vấn đề cạnh tranh. Ngày 3 tháng 12 năm 2004, Quốc hội nước Cộng hòa xã hội chủ nghĩa Việt Nam thông qua và ban hành Luật cạnh tranh và luật này có hiệu lực thi hành từ ngày 1 tháng 7 năm 2005.
Luật này quy định về hành vi hạn chế cạnh tranh, hành vi cạnh tranh không lành mạnh, trình tự, thủ tục giải quyết vụ việc cạnh tranh, biện pháp xử lý vi phạm pháp luật về cạnh tranh. Theo đó, có hai hành vi cạnh tranh là vi phạm pháp luật là hành vi hạn chế cạnh tranh và hành vi cạnh tranh không lành mạnh.

### Hành vi hạn chế cạnh tranh
Là hành vi của doanh nghiệp làm giảm, sai lệch, cản trở cạnh tranh trên thị trường, bao gồm hành vi thoả thuận hạn chế cạnh tranh, lạm dụng vị trí thống lĩnh thị trường, lạm dụng vị trí độc quyền và tập trung kinh tế.
Cần lưu ý rằng pháp luật ở Việt Nam không quy định về việc chống độc quyền hay xu hướng thống lĩnh thị trường của một hoặc một nhóm doanh nghiệp vì việc độc quyền được coi là một hệ quả tất yếu của sự cạnh tranh bình đẳng trong một nền kinh tế thị trường. Tuy vậy pháp luật ở Việt Nam lại nghiêm cấm việc lạm vị trí độc quyền hoặc thống lĩnh thị trường để thực hiện hành vi hạn chế cạnh tranh.
Theo đó, Doanh nghiệp được coi là có vị trí độc quyền nếu không có doanh nghiệp nào cạnh tranh về hàng hoá, dịch vụ mà doanh nghiệp đó kinh doanh trên thị trường liên quan.
Doanh nghiệp có vị trí thống lĩnh thị trường là doanh nghiệp có thị phần từ 30% trở lên trên thị trường liên quan hoặc có khả năng gây hạn chế cạnh tranh một cách đáng kể. Nhóm doanh nghiệp được coi là có vị trí thống lĩnh thị trường nếu cùng hành động nhằm gây hạn chế cạnh tranh. Bản thân các doanh nghiệp đó phải có thị phần đáng kể để có thể liên kết hạn chế cạnh tranh.
Nếu hai doanh nghiệp thì phải có tổng thị phần từ 50% trở lên trên thị trường liên quan. Ba doanh nghiệp thì phải chiếm từ 65% trở lên. Bốn doanh nghiệp thì phải có 75% thị phần trở lên.
Đối với doanh nghiệp thuộc diện này thì pháp luật nghiêm cấm thực hiện những hành vi kinh doanh như sau:
- Bán hàng hóa, cung ứng dịch vụ dưới giá thành toàn bộ nhằm loại bỏ đối thủ cạnh tranh.
- Áp đặt giá mua, giá bán hàng hóa, dịch vụ bất hợp lý hoặc ấn định giá bán lại tối thiểu gây thiệt hại cho khách hàng.
- Hạn chế sản xuất, phân phối hàng hóa, dịch vụ, giới hạn thị trường, cản trở sự phát triển kỹ thuật, công nghệ gây thiệt hại cho khách hàng;
- Áp đặt điều kiện thương mại khác nhau trong giao dịch như nhau nhằm tạo bất bình đẳng trong cạnh tranh.
- Áp đặt điều kiện cho doanh nghiệp khác ký kết hợp đồng mua, bán hàng hoá, dịch vụ hoặc buộc doanh nghiệp khác chấp nhận các nghĩa vụ không liên quan trực tiếp đến đối tượng của hợp đồng.
- Ngăn cản việc tham gia thị trường của những đối thủ cạnh tranh mới.

### Cạnh tranh không lành mạnh
Là hành vi cạnh tranh của doanh nghiệp trong quá trình kinh doanh trái với các chuẩn mực thông thường về đạo đức kinh doanh, gây thiệt hại hoặc có thể gây thiệt hại đến lợi ích của Nhà nước, quyền và lợi ích hợp pháp của doanh nghiệp khác hoặc người tiêu dùng.
Hành vi cạnh tranh không lành mạnh này được thể hiện qua các hoạt động sau:
- Chỉ dẫn gây nhầm lẫn: Là việc các doanh nghiệp sử dụng chỉ dẫn chứa đựng thông tin gây nhầm lẫn về tên thương mại, khẩu hiệu kinh doanh, biểu tượng kinh doanh, bao bì, chỉ dẫn địa lý và các yếu tố khỏe để làm sai lệch nhận thức của khách hàng về hàng hóa, dịch vụ nhằm mục đích cạnh tranh.
- Xâm phạm bi mật kinh doanh.[7]
- Ép buộc trong kinh doanh: Ép buộc khách hàng, đối tác kinh doanh của doanh nghiệp khác bằng hành vi đe dọa hoặc cưỡng ép để buộc họ không giao dịch hoặc ngừng giao dịch với doanh nghiệp đó.
- Gièm pha doanh nghiệp khác: Bằng hành vi trực tiếp hoặc gián tiếp đưa ra thông tin không trung thực, gây ảnh hưởng xấu đến uy tín, tình trạng tài chính và hoạt động kinh doanh của doanh nghiệp đó.
- Gây rối hoạt động kinh doanh của doanh nghiệp khác: Là hình thức gây rối bằng hành vi trực tiếp hoặc gián tiếp cản trở, làm gián đoạn hoạt động kinh doanh của doanh nghiệp đó.

Ngoài ra còn các hành vi khác như:
- Quảng cáo nhằm cạnh tranh không lành mạnh.
- Khuyến mại nhằm cạnh tranh không lành mạnh.
- Phân biệt đối xử của hiệp hội.
- Bán hàng đa cấp bất chính.

Bên cạnh đó quyền cạnh tranh trong kinh doanh luôn được pháp luật Việt Nam bảo hộ. Điều 4 Luật cạnh tranh quy định về quyền cạnh tranh trong kinh doanh. Theo đó, doanh nghiệp được tự do cạnh tranh trong khuôn khổ pháp luật. Nhà nước bảo hộ quyền cạnh tranh hợp pháp trong kinh doanh. Và việc cạnh tranh phải được thực hiện theo nguyên tắc trung thực, không xâm phạm đến lợi ích của Nhà nước, lợi ích công cộng, quyền và lợi ích hợp pháp của doanh nghiệp, của người tiêu dùng và phải tuân theo các quy định của Luật cạnh tranh.